# Fotoiniettore
Un fotoiniettore è un tipo di sorgente di intensi fasci di elettroni che sfrutta l'effetto fotoelettrico. Un impulso laser incidente sul catodo di un fotoiniettore spinge gli elettroni ad uscirne fuori per immettersi nel campo elettromagnetico energizzante di un cannone elettronico.

## Storia
Il primo fotoiniettore RF è stato sviluppato nel 1985 a Laboratorio Nazionale Los Alamos e usato come sorgente per un esperimento di laser a elettroni liberi. I fasci di elettroni ad alta luminosità prodotti dai fotoiniettori vengono utilizzati direttamente o indirettamente per sondare la struttura molecolare, atomica e nucleare della materia per la ricerca fondamentale, nonché la caratterizzazione dei materiali.
Rispetto al più diffuso cannone elettronico, un fotoiniettore produce fasci di elettrone a maggiore brillanza, che significa più particelle addensate in un ridotto volume di spazio di fase (emittanza del fascio). I fotoiniettori fungono da sorgente principale di elettroni per sorgenti luminose di sincrotrone a singolo passaggio, come ad esempio laser a elettroni liberi e per setup di diffrazione elettronica ultraveloce.

## Caratteristiche
Un fotoiniettore comprende:
- un fotocatodo, 
- un cannone elettronico (AC o DC), 
- alimentatori, 
- sistemi di controllo del laser, 
- sistemi di sincronizzazione e conteggio del tempo, e
- magneti di compensazione dell'emittanza. 

Può includere il sistema di vuoto e la fabbricazione o il sistema di trasporto del catodo. Di solito è seguito da diagnostica del fascio e acceleratori ad alta energia.

Animazione che mostra come un AC acceleratore lineare opera.
Per un fotoiniettore, la sorgente S è il fotocatodo.

Il componente chiave di un fotoiniettore è il fotocatodo, che si trova all'interno della cavità del cannone elettronico (di solito, una cavità a radiofrequenza con struttura 0,6-frazionaria rispetto a quella di una pillbox per la distribuzione ottimale del campo di accelerazione). 
La fotoemissione sul catodo viene fatta partire da un impulso incidente dalla guida laser sfruttando l'effetto fotoelettrico. 
A seconda del materiale dell' fotocatodo, la lunghezza d'onda del laser può variare da 1700 nm (infrarosso) fino a 100-200 nm (ultravioletto). L'emissione dalla parete della cavità è possibile con una lunghezza d'onda del laser di circa 250 nm per pareti o catodi in rame. 
I catodi a semiconduttore sono spesso sensibili alle condizioni ambientali e potrebbero richiedere una camera di preparazione pulita situata dietro il fotoiniettore. Il sistema ottico del laser di guida è spesso progettato per controllare la struttura dell'impulso e, di conseguenza, la distribuzione degli elettroni nel fascio estratto. Ad esempio, un impulso laser nell'ordine dei femtosecondi con un profilo trasversale ellittico crea un sottile gruppo di elettroni "pancake", che si evolve in un ellissoide uniformemente riempito sotto i propri campi di carica spaziale. Un impulso laser più sofisticato con un profilo longitudinale a pettine genera un fascio di elettroni a pettine di forma simile.

## Compensazione della carica spaziale
Il fascio di elettroni estratto soffre della repulsione coulombiana interna che deteriorano la brillanza del fascio. Per questo motivo, i cannoni elettronici spesso comprendono una o più cavità RF multicella booster per aumentare l'energia del fascio e ridurre l'effetto di carica spaziale. 
Il campo di accelerazione del cannone elettronico può essere fornito da una cavità a radiofrequenza alimentata tramite un klystron o altra fonte di alimentazione RF. Per fasci a bassa energia, come quelli utilizzati nella diffrazione elettronica e nella microscopia, è adatta una accelerazione elettrostatica DC.